# XxxHolic
xxxHolic (zapis stylizowany: xxxHOLiC lub ×××HOLiC) – manga napisana oraz ilustrowana przez japońską kobiecą grupę mangaczek Clamp. Akcja serialu obraca się wokół licealisty o imieniu Kimihiro Watanuki, który widzi to czego nie postrzegają inni, oraz Yūko Ichihary, która prowadzi sklep, w którym spełnia życzenia klientów za odpowiednią zapłatą. W zamian za pozbycie się nadprzyrodzonych umiejętności Watanuki jest zmuszony pracować w jej sklepie.
Seria ta jest silnie połączona z inną mangą pt. Tsubasa Reservoir Chronicle, choć pojawiają się w niej także nawiązania do wielu innych serii wydawniczych Clamp. Główni bohaterowie tej mangi występują także na zasadzie crossoveru w kilku innych pracach wydanych przez tę grupę mangaczek – nie tylko w Tsubasa Reservoir Chronicle, ale także w takich seriach jak Kobato. czy Blood-C.
Manga była publikowana przez firmę Kōdansha w czasopiśmie Shūkan Young Magazine w latach 2003–2010, a następnie w czasopiśmie Bessatsu Shōnen Magazine od czerwca 2010 aż do ostatniego rozdziału, który ukazał się w lutym 2011 roku. Całość została także wydana w 19 tankōbonach. Obecnie wydawany jest spin-off mangi zatytułowany ×××HOLiC Rei (jap. ×××HOLiC ◆ 戻 < レイ >).
W 2005 roku studio Production I.G wyprodukowało film animowany związany z mangą, zatytułowany Gekijōban ×××HOLiC manatsu no yoru no yume (jap. 劇場版 ×××HOLiC 真夏ノ夜ノ夢). To samo studio było także odpowiedzialne za produkcję dwóch serii anime wydanych kolejno w 2006 i 2008 roku, a także trzech serii OVA pt. ×××HOLiC Shunmuki (jap. ×××HOLiC 春夢記), ×××HOLiC Rō (jap. ×××HOLiC・籠) oraz ×××HOLiC: Rō Adayume (jap. ×××HOLiC・籠 あだゆめ). Film oraz pierwszy sezon anime zostały wydane w Polsce przez AV Visionen.

## Znaczenie tytułu
W Japonii znak X jest używany, by wskazać na związek bądź podobieństwo między rzeczami, podczas gdy na zachodzie jest tradycyjnie używany by ukazać coś nieznanego bądź nieodkrytego. Osoby, które przeczytały mangę będą wiedzieć, że HOLiC nawiązuje do niezdrowych przyzwyczajeń i nałogów, na które cierpią klienci Yūko. Znaki ××× mają zarówno znaczenie jako wolne miejsce dla różnych typów holików (alkoholik, pracoholik itp.), ale także nawiązuje to do wzajemnych stosunków między ludźmi i przedmiotami.

## Fabuła
Kimihiro Watanuki to uczeń liceum, który jest nieustannie prześladowany przez nadprzyrodzone stwory i duchy, które są przez niego nieświadomie przyciągane. Jest to dla niego wielkim utrapieniem, ponieważ tylko on jest je w stanie dostrzec. Pewnego dnia, podczas ucieczki przed stadem niewidzialnych przez innych potworów, przypadkowo dotyka drewnianego płotu okalającego stary dom. Od tej chwili jego życie diametralnie się zmienia – w domu tym bowiem znajduje się jedyny swego rodzaju sklep, którego właścicielka – Yūko Ichihara – jest w stanie spełnić jakiekolwiek życzenie klienta, jeżeli ten zapłaci równowartą cenę. Yūko oferuje Watanukiemu pozbycie się umiejętności przyciągania nadprzyrodzonych stworów w zamian za pracę w jej sklepie. Odtąd Watanuki zajmuje się domem, gotowaniem i wypełnianiem zadań specjalnych dopóki, dopóty nie zapracuje na tyle, by jego życzenie mogło zostać spełnione. Pracując w sklepie ma możliwość obserwowania klientów i ich problemów. Watanuki ma także szkolną przyjaciółkę Himawari, w której jest zakochany bez opamiętania, oraz swojego największego wroga, mrukliwego Dōmekiego.

### Crossover
Jednym z elementów charakterystycznych dla mangi ×××HOLiC jest nawiązywanie do innych mang wydanych przez Clamp. Występuje także bezpośrednie przeplatanie się fabuł i pochodzących z innych tytułów bohaterów lub przedmiotów. Od początku historia nieustannie przeplata się z równolegle wydawaną mangą Tsubasa Reservoir Chronicle (w której także pojawia się Yūko i Watanuki). Watanuki spotyka także Kazahayę i Rikuo z mangi Legal Drug. Dodatkowo czytelnicy natykają się na wiele różnych znajomych przedmiotów, takich jak słuchawki przypominające uszy persoconów oraz książkę Wyludnione miasto z Chobits, różdżkę Sakury z Cardcaptor Sakura, miecz Hikaru z Wojowniczek w Krainie Marzeń, czy różdżkę Faya i miecz należący do Kurogane z Tsubasa Reservoir Chronicle.

## Bohaterowie

### Główne postacie
- Kimihiro Watanuki (jap. 四月一日 君尋 Watanuki Kimihiro) – osierocony w dzieciństwie młodzieniec, nie mający rodzeństwa ani bliskiej rodziny. Posiada umiejętność widzenia zjaw i potworów, które są przez niego nieświadomie przyciągane. Watanuki zawarł układ z Yūko – spełni ona jego życzenie i nie będzie już widział nadprzyrodzonych istot, ale w zamian musi na to zapracować w jej sklepie. Pomimo iż nienawidzi on swoich nadprzyrodzonych umiejętności, często okazują się one przydatne i Watanuki może pomóc ludziom, których spotyka na swej drodze, nawet jeśli nie jest to częścią wyznaczonego mu wcześniej zadania. Jest bardzo niezależny i samodzielny ponieważ żył samotnie przez większość swojego dotychczasowego życia. Jest też doskonałym kucharzem i gospodarzem domu. Wielką miłością Watanukiego jest jego koleżanka z klasy, Himawari. Jego zagorzałym wrogiem jest Dōmeki, między którymi jednak z czasem nawiązuje się przyjaźń.

- Yūko Ichihara (jap. 壱原 侑子 Ichihara Yūko) – zwana także Wiedźmą Wymiarów. Prowadzi sklep, w którym spełnia ludzkie życzenia, jeśli zapłacą za nie równoważną cenę. Jest niebywale tajemnicza i uwodzicielska. Uwielbia pić alkohol i jeść dania przyrządzone przez Watanukiego. Pomimo swojej pozornej niedojrzałości i lekkomyślności, gdy trzeba staje się poważna. Zdaje się znać przeznaczenie Watanukiego i często ostrzega go przed lekceważeniem pewnych spraw. Ma bardzo wiele koneksji z różnymi istotami i ludźmi.

- Shizuka Dōmeki (jap. 百目鬼 静 Dōmeki Shizuka) – szkolny kolega Watanukiego, który uważa go za swojego rywala i nie może znieść jego obecności. Jest członkiem klubu łuczniczego i często bierze udział w innych szkolnych zajęciach (ze świetnymi wynikami). Mieszka w świątyni, która należała niegdyś do jego dziadka Harukiego. Jest całkowitym przeciwieństwem Watanukiego – jest opanowany i spokojny, czasem wręcz sarkastyczny, a także, co najbardziej denerwuje Watanukiego, zdaje się zawsze zjawiać znikąd, gdy Watanuki zaczyna pogawędkę z Himawari. Po dziadku odziedziczył zdolności egzorcystyczne. Uwielbia jeść potrawy Watanukiego, mimo że nigdy nie chwali go słownie.

- Himawari Kunogi (jap. 九軒 ひまわり Kunogi Himawari) – obiekt miłosnych westchnień Watanukiego, choć ona sama zdaje się tego nie zauważać i równie przyjaźnie traktuje Watanukiego i Dōmekiego. Z łatwością przychodzi jej zaakceptowanie różnych nadnaturalnych stworzeń.

### Drugoplanowe postacie
- Mokona Modoki (jap. モコナ＝モドキ) – nazwa, która odnosi się do dwóch króliczopodobnych istot, stworzonych wspólnie przez Yūko oraz czarnoksiężnika Clow Reeda przed wydarzeniami z mangi. Biała Mokona (której prawdziwe imię to Soel (jap. ソエル Soeru)) podróżuje z grupą bohaterów mangi Tsubasa Reservoir Chronicle, a w tym czasie czarna Mokona (której prawdziwe imię to Larg (jap. ラーグ Rāgu)) mieszka w sklepie Yūko. Czarna Mokona jest bardzo pogodna, żywiołowa i pełna optymizmu, lubi spędzać czas z Yūko, pić z nią alkohol i jeść potrawy przygotowane przez Watanukiego. Posiada wiele różnych umiejętności; jedną z nich jest to, że umożliwia komunikację między-wymiarową z białą Mokoną.

- Zashiki-warashi (jap. 座敷童) – duch wodny należący do świata nadprzyrodzonego. Zakochuje się w Watanukim po uszy, jednak jest zbyt nieśmiała by do niego zagadać. Jest także bardzo płaczliwa. Jej strażnikami jest grupa rozbójników na latających deskach zwana Karasu Tengu. Nie lubi zatłoczonych miejsc, żyje w górach w pobliżu krystalicznie czystej wody; jest bardzo wrażliwa na złe moce.

- Ame-warashi (jap. 雨童女) – przyjaciółka Zashiki. Całkowite jej przeciwieństwo – jest bezczelna i bardzo dumna, uważa się za wysokiej rangi boginkę. Uważa, że nie pomaga ludziom, bo to ludzie niszczą przyrodę.

- Kudagitsune (jap. 管狐), później nazwany Mugetsu (jap. 無月) – stworzenie, które dała Ame-warashi jako zapłatę Yūko. Stworzonko na małe oczka i długie, ciało pokryte futrem. Darzy wielką miłością Watanukiego. W chwili zagrożenia zmienia swoją formę w wieloogonowego lisa.

- Maru (jap. マル) oraz Moro (jap. モロ), których pełne imiona brzmią odpowiednio Marudashi (jap. マルダシ) i Morodashi (jap. モロダシ) – są to dwie młode dziewczyny mieszkające wraz z Yūko w jej sklepie. Nie posiadają one duszy i w związku z tym nie mogą opuścić terenu posiadłości. Nie pomagają bezpośrednio w sklepie, zazwyczaj krążąc wokół Watanukiego, akompaniując mu wesoło.

## Manga
Manga ×××HOLiC została napisana i była ilustrowana przez grupę Clamp. Była publikowana przez firmę Kōdansha w czasopiśmie Young Magazine od 2003 roku. W 2010 roku wydawanie mangi zostało przeniesione do czasopisma Bessatsu shōnen Magazine i pozostało to niezmienione aż do ostatniego rozdziału, który ukazał się 9 lutego 2011 roku. Pojedynczy rozdział ukazał się również w czasopiśmie Shūkan Shōnen Magazine w czerwcu 2010. Rozdział ten był crossoverem z Tsubasa: Reservoir Chronicle.
Całość składa się z 213 rozdziałów, podzielonych na 19 tomów. Począwszy od tomu 16., seria zmieniła tytuł na ×××HOLiC Rō (jap. ×××HOLiC ◆ 籠), jednakże numerowanie rozdziałów pozostało niezmienione. Pierwszy tom wydano 23 lipca 2003 roku, a ostatni, dziewiętnasty tom ukazał się 9 marca 2011 roku.

### Spin-off
W 2012 roku na Festiwalu Clamp w Nagoi zostało ogłoszone, że powstanie nowa manga z serii ×××HOLiC, zatytułowana ×××HOLiC Rei (jap. ×××HOLiC ◆ 戻 < レイ >). Pierwotnie pierwszy rozdział miał pojawić się w czasopiśmie Young Magazine w lutym 2013, jednakże publikacja została przesunięta na marzec 2013. Manga jest spin-offem pierwotnej historii. Pierwszy tankōbon, zawierający pierwsze 12 rozdziałów, wydano 23 października 2013 roku. Ostatni rozdział ukazał się w 32. numerze Young Magazine, który został wydany 11 lipca 2016.
| Nr | Data wydania (język japoński) | ISBN (język japoński)  |
| -- | ----------------------------- | ---------------------- |
| 1  | 23 października 2013          | ISBN 978-4-06-376897-8 |
| 2  | 23 kwietnia 2014              | ISBN 978-4-06-376966-1 |
| 3  | 20 sierpnia 2014              | ISBN 978-4-06-377047-6 |
| 4  | 6 października 2016           | ISBN 978-4-06-393025-2 |

## Anime
Animowana adaptacja mangi ×××HOLiC została wyprodukowana przez studio Production I.G. Zarówno film jak obie serie anime zostały wyreżyserowane przez Tsutomu Mizushimę. Jednocześnie Ageha Ōkawa oraz Michiko Yokote nadzorowały produkcję obu serii serialu telewizyjnego, a za projekt postaci odpowiedzialna była Kazuchika Kise. Pierwszy sezon serialu był nominowany do nagrody w kategorii telewizyjny serial animowany na Międzynarodowym Festiwalu Filmów Animowanych w Annecy w 2007 roku.
Pierwszy sezon składa się z 24 odcinków, swoją premierę miał w Japonii na kanale TBS od 6 kwietnia 2006 do 28 września 2006. Drugi sezon anime, zatytułowany ×××HOLiC: Kei (jap. ×××HOLiC◆継), był emitowany po raz pierwszy od 3 kwietnia 2008 do 26 czerwca 2008 i składa się z 13 odcinków. Anime jest mniej rozbudowane niż manga, postanowiono nie dodawać obecnych w mandze bezpośrednich odniesień do takich tytułów jak Tsubasa Reservoir Chronicle czy Cardcaptor Sakura.
Odcinki pierwszego sezonu zostały wydane w okresie od 26 lipca 2007 a 21 lutego 2008 na ośmiu osobnych płytach DVD. Wydano całość później także w dwóch częściach, każdą po 12 odcinków, 25 sierpnia 2010 część pierwszą i 27 października 2010 część drugą. Drugi sezon został wydany w 7 częściach, pomiędzy 25 czerwca 2008 a 17 grudnia 2008 roku, a całość jeszcze raz 26 stycznia 2011.
Licencję w Polsce wykupiła firma AV Visionen. Pierwszy sezon z polskimi napisami pojawił się na rynku w latach 2007-2008. Drugiego nie wydano.

### Film
Studio Production I.G wyprodukowało godzinny film zatytułowany Gekijōban ×××HOLiC manatsu no yoru no yume (jap. 劇場版 ×××HOLiC 真夏ノ夜ノ夢). Pierwotnie film ten można było obejrzeć w japońskich kinach od 20 sierpnia 2005 roku, w zestawie razem z filmem Gekijōban Tsubasa Kuronikuru Torikago no Kuni no Himegimi (jap. 劇場版 ツバサ･クロニクル 鳥カゴの国の姫君). Oryginalny tytuł filmu można tłumaczyć jako Film ×××HOLiC: Sen w noc Kupały.
Fabuła skupia się na tajemniczej posiadłości, do której Yūko pewnego dnia dostaje zaproszenie. Do sklepu przychodzi także klientka z prośbą o zbadanie owego starego dworu, który dostała w spadku, ale z niewyjaśnionych przyczyn nie jest w stanie do niego wejść. Yūko wraz z Watanukim i Dōmekim wchodzą do posiadłości. W środku odbywa się przedziwna aukcja, a w domu dzieją się rzeczy przeczące prawom fizyki.
Film ten był również nominowany do nagrody na ceremonii Międzynarodowego Festiwalu Filmów Animowanych w Annecy w 2006 roku w kategorii film pełnometrażowy. Inne nominowane w tej kategorii filmy to: Asterix i wikingowie, Gin’iro no kami no Agito, Wallace i Gromit oraz zwycięzca: Renaissance.
AV Visionen wydało ten film na DVD w zestawie z filmem Gekijōban Tsubasa Kuronikuru Torikago no Kuni no Himegimi (jap. 劇場版 ツバサ･クロニクル 鳥カゴの国の姫君). Na rynku pojawił się 21 września 2006 roku.

### OVA
Powstały także trzy serie OVA będące ekranizacją mangi. Wszystkie zostały wyprodukowane przez Production I.G. Pierwsza z nich, dwuodcinkowa, zatytułowana ×××HOLiC Shunmuki (jap. ×××HOLiC 春夢記), dołączona została kolejno: odcinek pierwszy do 14. tomu mangi (wydanego 17 lutego 2009 roku), a odcinek drugi do 15. tomu (wydanego 26 czerwca 2009 roku). Fabuła skupia się na poszukiwaniu czterech przedmiotów, które pomagają Watanukiemu wejść do Świata Snów. Fabuła tej OVA jest powiązana z inną OVA, również wyprodukowaną przez studio Production I.G i wydaną w 2009 roku pt. Tsubasa Shunraiki (jap. ツバサ春雷記).
Kolejna, jednoodcinkowa OVA, zatytułowana ×××HOLiC Rō (jap. ×××HOLiC・籠) została wydana w zestawie z 17. tomem mangi, 23 kwietnia 2010 roku. Akcja odcinka rozgrywa się po śmierci Yūko i pokazuje życie Watanukiego jako nowego właściciela sklepu. Trzecie OVA, zatytułowane ×××HOLiC: Rō Adayume (jap. ×××HOLiC・籠 あだゆめ) zostało wydane 9 marca 2011 roku i dołączone do specjalnego wydania 19. tomu mangi. Watanuki widzi różne sceny z życia Domekiego, w tym jego dzieciństwo i to co wydarzyło się w czasie trwania mangi.

### Ścieżka dźwiękowa
| Seria             | Tytuł                         | Twórcy      |          |
| Czołówka          | Czołówka                      | Czołówka    | Czołówka |
| ----------------- | ----------------------------- | ----------- | -------- |
| 1                 | Jūkyū-sai (jap. 19才)         | Suga Shikao |          |
| 2                 | NOBODY KNOWS                  | Suga Shikao |          |
| Napisy końcowe    |                               |             |          |
| 1 (odcinki 1-13)  | Reason                        | Fonogenico  |          |
| 1 (odcinki 14-24) | Kagerō (jap. 蜉蝣-かげろう-)  | Buck-Tick   |          |
| 2                 | Honey Honey feat. AYUSE KOZUE | SEAMO       |          |

Wydano dwa albumy zawierające muzykę związaną z ×××HOLiC. Pierwszy z nich, zatytułowany ×××HOLiC: A Midsummer Night's Dream Original Soundtrack został wydany 18 sierpnia 2005 roku przez Pony Canyon i zawiera 23 utwory które pojawiają się w filmie z 2005 roku. Drugi album, zatytułowany ×××HOLiC Sound File, został wydany 22 sierpnia 2008 przez S.E.N.S. PROJECT. Album ten zawiera 35 utworów, zarówno pojawiających się w obu seriach anime jak również w grze na PlayStation 2.
| Theatrical Feature – ×××HOLiC Manatsu no Yoru no Yume – Original Soundtrack | Theatrical Feature – ×××HOLiC Manatsu no Yoru no Yume – Original Soundtrack | Theatrical Feature – ×××HOLiC Manatsu no Yoru no Yume – Original Soundtrack |
| Nr                                                                          | Tytuł utworu                                                                | Długość                                                                     |
| --------------------------------------------------------------------------- | --------------------------------------------------------------------------- | --------------------------------------------------------------------------- |
| 1.                                                                          | „Ayakashi no sasoi (jap. アヤカシの誘い)”                                   |                                                                             |
| 2.                                                                          | „Ittsū no jōtaijō (jap. 一通の招待状)”                                      |                                                                             |
| 3.                                                                          | „Taika to rōdō (jap. 対価と労働)”                                           |                                                                             |
| 4.                                                                          | „Kagi to shōjo to hitsuzen no irai (jap. 鍵と少女と必然の依頼)”             |                                                                             |
| 5.                                                                          | „Ruiran no rōkaku (jap. 累卵の楼閣)”                                        |                                                                             |
| 6.                                                                          | „Shōtaikyaku-tachi (jap. 招待客たち)”                                       |                                                                             |
| 7.                                                                          | „Yuganda kao (jap. 歪んだ顔)”                                               |                                                                             |
| 8.                                                                          | „Kimyōna kūkan (jap. 奇妙な空間)”                                           |                                                                             |
| 9.                                                                          | „Sawagashī kairō (jap. 騒がしい回廊)”                                       |                                                                             |
| 10.                                                                         | „Kieta shūshū-ka (jap. 消えた収集家)”                                       |                                                                             |
| 11.                                                                         | „Himitsu no heya (jap. 秘密の部屋)”                                         |                                                                             |
| 12.                                                                         | „Kyōdana seikaku (jap. 怯懦な性格)”                                         |                                                                             |
| 13.                                                                         | „Shokkaku no hyōhon-bako (jap. 触角の標本箱)”                               |                                                                             |
| 14.                                                                         | „Chiji no tobira (jap. 千々の扉)”                                           |                                                                             |
| 15.                                                                         | „Mawaru karakuri tokei (jap. 回る絡繰時計)”                                 |                                                                             |
| 16.                                                                         | „Ochi tenjō (jap. 落天井)”                                                  |                                                                             |
| 17.                                                                         | „Hashiru Watanuki (jap. 走る四月一日)”                                      |                                                                             |
| 18.                                                                         | „Taiji suru futari (jap. 対峙する二人)”                                     |                                                                             |
| 19.                                                                         | „Yūko to amata no ayakashi-tachi (jap. 侑子と数多のアヤカシたち)”           |                                                                             |
| 20.                                                                         | „Hōkai suru yakata (jap. 崩壊する館)”                                       |                                                                             |
| 21.                                                                         | „Itsuwareru eien (jap. 偽れる永遠)”                                         |                                                                             |
| 22.                                                                         | „Yūko wa bisui kigen (jap. 侑子は微酔機嫌)”                                 |                                                                             |
| 23.                                                                         | „Itsuwareru eien (jap. 偽れる永遠)” (wersja wokalna)                        |                                                                             |

| xxxHOLiC Sound File | xxxHOLiC Sound File                                 | xxxHOLiC Sound File | xxxHOLiC Sound File |
| Nr                  | Tytuł utworu                                        | Muzyka              | Długość             |
| ------------------- | --------------------------------------------------- | ------------------- | ------------------- |
| 1.                  | „Space & Time～prologue”                            |                     |                     |
| 2.                  | „Jūkyū-sai (jap. 19才)” (wersja telewizyjna)        | Suga Shikao         |                     |
| 3.                  | „Strange Space”                                     |                     |                     |
| 4.                  | „April Fool”                                        |                     |                     |
| 5.                  | „Dōmeki (jap. 百目鬼)”                              |                     |                     |
| 6.                  | „Chō no michikusa (jap. 蝶の道草)”                  |                     |                     |
| 7.                  | „Mysterious”                                        |                     |                     |
| 8.                  | „Shikkoku (jap. 漆黒)”                              |                     |                     |
| 9.                  | „Nakama (jap. 仲間)”                                |                     |                     |
| 10.                 | „Mokona”                                            |                     |                     |
| 11.                 | „Rarity”                                            |                     |                     |
| 12.                 | „Lost Heart”                                        |                     |                     |
| 13.                 | „Ayakashi (jap. アヤカシ)”                          |                     |                     |
| 14.                 | „Koigokoro (jap. 恋心)”                             |                     |                     |
| 15.                 | „Curse”                                             |                     |                     |
| 16.                 | „Challenge”                                         |                     |                     |
| 17.                 | „Tsuki to chō (jap. 月と蝶)”                        |                     |                     |
| 18.                 | „Kagerō (jap. 蜉蝣-かげろう-)” (wersja telewizyjna) | BUCK-TICK           |                     |
| 19.                 | „Space & Time～act 2”                               |                     |                     |
| 20.                 | „Moderato”                                          |                     |                     |
| 21.                 | „Shizukana hibi (jap. 静かな日々)”                  |                     |                     |
| 22.                 | „Yami-ō (jap. 闇王)”                                |                     |                     |
| 23.                 | „Sound of the Town”                                 |                     |                     |
| 24.                 | „Lethe”                                             |                     |                     |
| 25.                 | „Mysterious #2”                                     |                     |                     |
| 26.                 | „Small Box”                                         |                     |                     |
| 27.                 | „Zashiki-warashi (jap. 座敷童)”                     |                     |                     |
| 28.                 | „April Fool #2”                                     |                     |                     |
| 29.                 | „Hyakkiyakō (jap. 百鬼夜行)”                        |                     |                     |
| 30.                 | „Lost Memory”                                       |                     |                     |
| 31.                 | „Izayoi (jap. 十六夜-いざよい-)”                    |                     |                     |
| 32.                 | „Enishi (jap. 縁-えにし-)”                          |                     |                     |
| 33.                 | „Deja View”                                         |                     |                     |
| 34.                 | „Reason” (wersja telewizyjna)                       |                     |                     |
| 35.                 | „Space & Time～to be continued”                     |                     |                     |

## Serial live action
7 września 2012 ogłoszono plany stworzenia adaptacji typu live action, która była później emitowana od 24 lutego do 14 kwietnia 2013 na kanale Wowow. Główne role w serialu odgrywają Anne Watanabe jako Yūko Ichihara, oraz Shota Sometani jako Kimihiro Watanuki. Całość wyreżyserował Keisuke Toyoshima. Inne role odgrywają: Masahiro Higashide (Shizuka Dōmeki), Karen Miyazaki (Himawari Kunogi), Naoto Takenaka (Ayakashi) i Yumi Adachi (Jorōgumo). Całość składa się z ośmiu, 30-minutowych odcinków. Czołówką serii jest utwór Aitai śpiewany przez Sugę Shikao, a piosenką końcową jest You tell me śpiewana przez chay. Seria ta została później wydana na DVD i Blu-ray 6 listopada 2013 roku.
| N/o | Tytuł                      | Reżyseria         | Scenariusz                    | Premiera         |
| --- | -------------------------- | ----------------- | ----------------------------- | ---------------- |
| 1   | Enishi (縁)                | Keisuke Toyoshima | Jun Tsugita                   | 24 lutego 2013   |
| 2   | Taika (対価)               | Keisuke Toyoshima | Jun Tsugita                   | 3 marca 2013     |
| 3   | Hyaku monogatari (百物語)  | Keisuke Toyoshima | Keisuke Toyoshima Jun Tsugita | 10 marca 2013    |
| 4   | Angel-san (エンジェルさん) | Jun Tsugita       | Keisuke Toyoshima Jun Tsugita | 17 marca 2013    |
| 5   | Ajisai (紫陽花)            | Jun Tsugita       | Jun Tsugita                   | 24 marca 2013    |
| 6   | Jorōgumo (女郎蜘蛛)        | Keisuke Toyoshima | Keisuke Toyoshima Jun Tsugita | 31 marca 2013    |
| 7   | Himawari (ひまわり)        | Keisuke Toyoshima | Jun Tsugita                   | 7 kwietnia 2013  |
| 8   | Chō (蝶)                   | Keisuke Toyoshima | Jun Tsugita                   | 14 kwietnia 2013 |

## Powiązane

### Książki
Pojawiło się także kilka różnych publikacji związanych z franczyzą. W Japonii 1 sierpnia 2006 roku wydano książkę ×××HOLiC ANOTHERHOLiC Landolt-kan aerosol (jap. ×××HOLiC アナザーホリック ランドルト環エアロゾル Horikku anazāhorikku randoruto-kan earozoru), która została napisana przez Nisio Isin. Książka zawiera cztery opowiadania, w tym pierwsze z nich jest adaptacją pierwszego rozdziału mangi. Książka zawiera również ilustracje wykonane przez Clamp. Książka została również wznowiona w 2013 roku.
Kolejną książką powiązaną z franczyzą jest Soel to Larg: Mokona=Modoki no Bōken (jap. ソエルとラーグ　モコナ＝モドキの冒険). Książka ta została wydana 17 lipca 2004 roku przez wydawnictwo Kōdansha. Przedstawione są w niej wydarzenia chronologicznie dziejące się przed wydarzeniami z mang ×××Holic i Tsubasa, opowiadając o życiu obu Mokon Modoki od czasów ich stworzenia przez Clow Reeda i Yūko Ichiharę.

### Gry
Firma Marvelous Entertainment wydała grę typu visual novel na konsolę PlayStation 2. W Japonii wypuszczona została na rynek 9 sierpnia 2007 roku pod nazwą ×××HOLiC ~Watanuki no Izayoi Sowa~ (jap. ×××HOLiC 〜四月一日の十六夜草話〜).

### Spin-off
Powstała także seria spin-off składająca się z czterech płyt kompaktowych, zatytułowana Shiritsu Horitsuba Gakuen (jap. 私立堀鐔学園) wypuszczona na rynek w latach 2006–2009, która doczekała się również jednego rozdziału mangi. Akcja rozgrywa się w alternatywnym wszechświecie, w którym alternatywne wersje bohaterów z serii Tsubasa oraz ×××HOLiC są uczniami bądź nauczycielami w szkole Holitsuba (jap. 堀鐔). Płyty zostały dołączone do numerów czasopism Shūkan Shōnen Magazine oraz Young Magazine. Wydano także cztery dodatki związane z serią. Jeden pojawił się w Internet Radio Magazine, pozostałe w numerze specjalnym Magazine SPECIAL. Głosu postaciom użyczają ci sami seiyū co w anime Tsubasa oraz ×××HOLiC.
Płyty zatytułowane są kolejno:
- „Shiritsu Horitsuba Gakuen” dai 1-wa Barentain Dē ni Dokki Doki! (jap. 「私立堀鐔学園」第1話･バレンタインデーにドッキドキ!)
- „Shiritsu Horitsuba Gakuen” dai 2-wa horitsuba matsuri junbichū ni dokki doki! (jap. 「私立堀鐔学園」第2話･堀鐔祭準備中にドッキドキ!)
- „Shiritsu Horitsuba Gakuen” dai 3-wa takarasagashi gēmu ni dokki doki! (jap. 「私立堀鐔学園」第3話･宝探しゲームにドッキドキ!)
- „Shiritsu Horitsuba Gakuen” dai 4-wa horitsuba gakuen ohiru no rajio hōkago made matenai! (jap. 「私立堀鐔学園」第4話･堀鐔学園お昼のラジオ・放課後まで待てない!).